# François-Antoine-Henri Descroizilles
François-Antoine-Henri Descroizilles, né le 11 juin 1751 à Dieppe et mort le 15 avril 1825 dans la paroisse Saint-Roch de Paris, est un chimiste français.

## Biographie
Fils de François Descroizilles, il se forma sous François-Guillaume Rouelle, dont il fut préparateur, il fut reçu apothicaire en 1778.
Il fut successivement professeur de chimie élémentaire et appliquée à Rouen et secrétaire du Conseil général des manufactures à Paris.
On lui doit plusieurs observations chimiques importantes sous le rapport de la théorie et quelques inventions utiles : ce fut lui qui le premier soupçonna que l’alun était un sel double, et qui imagina de mettre un carbonate calcaire en suspension dans l’eau où l’on recueille le chlore pour le blanchiment, méthode qui conduisit à l’utile découverte des chlorures d’oxydes. À lui est due l’idée de construire, d’après le procédé d’analyse des alcalis de Vauquelin, l’instrument connu sous le nom d’alcalimètre, dont il étendit l’emploi à l’évaluation du titre du vinaigre, et dont il fit en outre un chloromètre propre à évaluer la force des dissolutions de chlorure employées dans les blanchisseries.
On lui doit aussi le premier et seul instrument qui puisse donner les indications sur la valeur vineuse des vins à distiller, l’alambic d’essai. Gay-Lussac perfectionna, depuis, cet instrument, mais l’idée première n’en appartient pas moins à Descroizilles, dont on vantait « l’activité infatigable, la grande force d’esprit et l’extrême bienveillance ».
Il inventa, en outre, du premier phare à éclipse de France (mai 1787) et le filtre a café, une méthode très simple pour conserver les grains (1819), et bien d’autres choses.

## Publications
- Description et usage du Bertholimètre, etc. Paris, 1802.
- Notice sur l’alcalimètre et autres tubes chimico-métriques ou sur le polymètre chimique, etc. Paris, 1810, 1818, 1824, 1839, 6e édit., 1850, in-8°.
- Méthode très-simple pour préserver les blés, etc. Paris, 1819.
- Notice sur la fermentation vineuse, etc. Paris, 1822.
- Sur la quantité d’eau nécessaire à l’extinction des incendies, etc. In Am. de chimie, t.  LI, 1801.
- Notices pyronomiques, etc, Ibid., t.  LIV, 1805.
- Sur les eaux distillées des plantes inodores, sur la distillation de l’eau destinée à des expériences chimiques et sur les alambics, Ibid., t. LVII, 1806.
- Sur l’aréométrie et spécialement sur un nouvel instrument nommé aréométritype, etc, Ibid., t.  1.VIII, 1806.
- Sur le blanchiment par la lessive berthollienne, Ibid., id.
- Sur les alcalis du commerce, Ibid., t. LX, 1806, et t.  LXXII, 1809.
- Sur la saumure de violettes, considérée comme réactif, etc., Ibid., t.  LXVII, 1808.
- Sur les fumigations guytoniennes et sur les frictions bertholiennes, Ibid., t.  LXXIX, 1811.
- « Sur le gaz nitreux que l’on a annoncé se dégager dans la cuite du sucre de betteraves », Annales de chimie et de physique, t.  XXV, 1824.